# Чанакчиево (вилает Истанбул)
Чанакчиево, още Чанакча или Чанакчи (на турски: Çanakça), е село в Източна Тракия, Турция, Вилает Истанбул.

## География
Селото се намира на 10 километра северно от Чаталджа.

## История
В периода на кърджалийското време в селото се заселват българи от странджанските села Факия, Горно Ябълково, Долно Ябълково, Дерекьой, както и от Панагюрище, Дупница, Кюстендил, Чирпанско и Родопите.
В 19 век Чанакчиево е българско село в Османската империя. В 1830 година то има 100 български къщи, в 1878 – 170, а в 1912 – 250.
През учебната 1908 – 1909 година в Чанакча функционира българско начално училище, в което се обучават 95 ученици от двата пола.
При избухването на Балканската война в 1912 година 6 души от Чанакчиево са доброволци в Македоно-одринското опълчение.
Българското население на Чанакчиево се изселва след Междусъюзническата война в 1913 г. От тях 18 семейства (100 души) са настанели в Бургаска околия, 27 семейства (127 души) в Ямболска околия, а 180 семейства в бившото турско село Бидикли, Софлийско.

## Личности
Родени в Чанакчиево
- Димитър Стаматов Момчилов (1881 - 1944), български юрист[8]
- Лазар Владиславов (1897 – ?), български адвокат, в 1922 година завършил право в Софийския университет[9]
- Михаил Анастасов, македоно-одрински опълченец, 25-годишен, земеделец, неграмотен, четата на Симеон Георгиев, 2 рота на 14 воденска дружина[10]
- Стоян Жеков, македоно-одрински опълченец, 20-годишен, 1 рота на 5 одринска дружина[11]
- Петър Стоянов, македоно-одрински опълченец, 4 рота на 8 костурска дружина[12]

Починали в Чанакчиево
- Александър Николов Стоянов, български военен деец, подпоручик, загинал през Балканската война на 5 ноември 1912 година[13]
- Стоян Георгиев, български военен деец, майор, загинал през Балканската война на 5 ноември 1912 година[14]